# 五式15公分高射砲
五式15公分高射砲（日文：五式十五糎高射砲）是日本陸軍在二戰末期製造的高射砲，為二戰中口徑最大的一款防空炮型號。其記錄直到1948年由蘇聯開發出KM-52式152公厘防空炮才打破其記錄。

## 開發歷史
在二戰中後期的1943年，日本得知美國新型轟炸機B-29即將服役，對這種轟炸機的最大飛行高度日方無法得到詳細資料，當時日本軍方推測B-29的飛行高度應該在10000~15000公尺，這種高度以當時日本所有的高射砲都無法有效攻擊（當時剛服役的三式高射砲有效射高為12000公尺）。

在這項錯誤推論下日本認為開發新型高射炮極為迫切，因此在1943年12月下達開發計劃，開發目標為製造出可以攻擊1萬5千公尺高目標的高射砲。在發射藥以及砲彈構型皆沒有革新的狀況下，以往口徑的高射炮無法達到規定射高，為節省開發時間因此研發單位決定增大火砲口徑，以15公分（149.1公釐）口徑的高射炮達到軍方需要的射高。高射炮使用的15公分炮彈則採新設計，炮彈含裝藥總長度達180公分，內藏2000發彈頭，在高度2萬公尺爆炸時可達成2百公尺的殺傷範圍。
在決定高射砲口徑之後，為加快研發進度，此新型高射砲將三式高射砲依設計按照固定比例放大，因此在1944年4月1日完成400多張相關設計草圖交付兵工廠製造，為了加速生產因此測試砲交由陸軍大阪兵工廠以及日本製鋼廣島製造所同時製作，細部設計圖則在1944年9月完成繪製。日軍原定第一批新高射砲將生產12門，但僅在1945年前半兩廠各完成一門主炮，初步測試合格後隨即於5月運至東京井之頭線久我山站附近陣地實戰測試。而製作中的第三門砲於1945年8月14號的大阪空襲中損毀。

## 實戰
五式高射砲於1945年5月以鐵路方式運至東京新宿車站，編入高射砲第112聯隊第1大隊第1中隊，並裝配在專為其設計的久我山陣地，此據點為1945年2月施工趕製而成；炮班編制則是炮長1人（小隊長）、炮手6人、觀測手5人、計算手8人共20人。導引此砲的任務則由日後在日本無線公司服務的標定中隊中隊長高橋倫三在地下指揮所進行。地下指揮所除了射擊計算設備外，還採取人工計算的方式整合處理氣象。風速與雷達跡訊等目標資訊，提高火炮的命中率。
由於此砲採用固定式陣地無法進行移動，如無轟炸機經過陣地即無法獲得戰果，唯一一次的可能戰果於1945年8月1日下午1點30分對美軍轟炸機對三菱石油川崎製油所進行轟炸經過久我山附近時，發射一枚砲彈並成功擊落2架B-29。高射炮射擊製造的煙霧甚至在陣地東方位於東京後樂園的第一高射炮師團本部也清晰可見，而火砲射擊時半徑600公尺內的民宅則清楚的感受到射擊威力。
雖然五式高射砲實戰射擊紀錄較無疑問，但戰果則受到後世日本軍事研究者質疑。主要質疑點為二戰高射砲在沒有使用近接信管下，一發擊落高速飛行機的可能性極低，而這種一發兩機的說法可能為戰爭中為了提振士氣的神話。
不過在此之後美軍轟炸機航線皆未經過久我山，直到戰爭結束為止五式高射砲再也沒有取得明確戰果。
戰爭結束後，美軍於1946年將一門五式高射砲運送至美國研究，一門直接就地拆解，而運至美國研究的那門結局不明。

## 效能

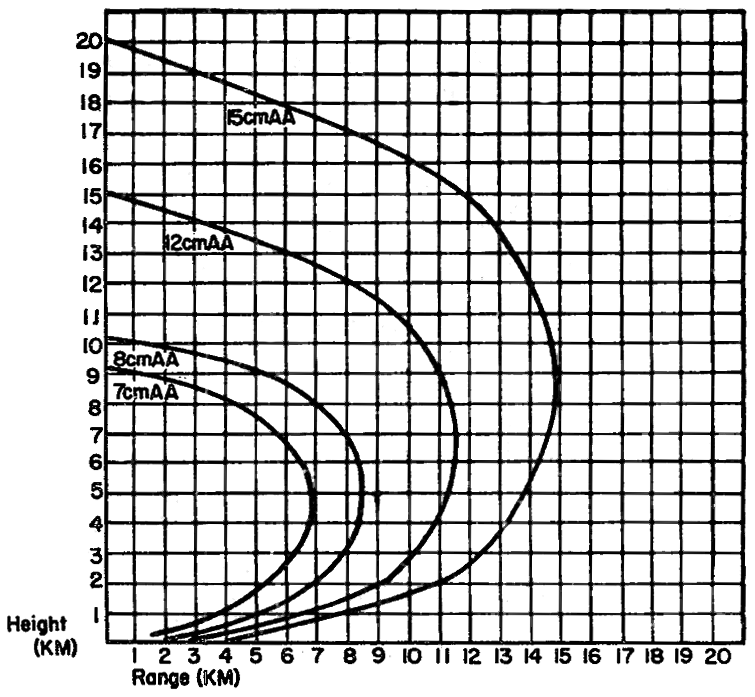
五式高射砲以及其他日本主力高射砲的彈道對比表.

美國於二戰後對日本使用的高射砲進行試射分析，得到的結論為：與三式高射砲相比，五式高射炮的總和效能為三式高射砲的五倍，而且五式高射砲配屬的火控系統比三式高射砲來的優秀，由於德國技師的協助，五式高射砲除了望遠鏡以及測高機以外，還採用彈道計算機以及仿德國維爾茨堡微波雷達的四式砲側電器瞄準具協助追蹤目標，雷達資訊與炮身連結，因此得以精確的追蹤目標，也提高了命中率。
| 裝備                             | 7公分高射砲 | 8公分高射砲 | 12公分高射砲 | 15公分高射砲 |
| -------------------------------- | ----------- | ----------- | ------------ | ------------ |
| 射擊4發炮彈所需時間              | 6秒         | 6秒         | 12秒         | 18秒         |
| 砲彈殺傷半徑                     | 5公尺       | 7公尺       | 15公尺       | 30公尺       |
| 破片有效殺傷空間                 | 1立方公尺   | 2.7立方公尺 | 27立方公尺   | 215立方公尺  |
| 炮彈重量                         | 5.3公斤     | 7.4公斤     | 19.3公斤     | 41公斤       |
| 效能比例 （以7公分高射砲為基準） | 1           | 2.7         | 13.5         | 71.6         |

## 流行文化
在2015年戰遊網大型多人在线角色扮演射击游戏《戰艦世界》當中，五式15公分高射砲奇怪地以三連裝砲塔之姿分別將五座、五座及六座搭載於帝國海軍基於最上級重巡洋艦、8450噸輕巡洋艦補充方案及10000噸輕巡洋艦方案的架空銀幣系防空輕巡洋艦四萬十號、高樑號及淀號以上，而且每艘艦隻的主砲總搭載量都超過史實的製造數量；而中國智能手机遊戲《碧藍航線》與戰艦世界的第六次聯動活動當中，在四萬十號的艦娘登場的同時，亦讓其所配用的三聯裝150mm/60 五式高平兩用砲沿用相關資料登場，並且命名為“試作型三聯裝150mm五式高平兩用砲T0”。

## 相關項目
- 三式12公分高射砲
- B-29轟炸機